# Griekenland op het Eurovisiesongfestival 1996
Griekenland nam deel aan het Eurovisiesongfestival 1996 in Oslo, Noorwegen. Het was de 19de deelname van het land op het Eurovisiesongfestival. ERT was verantwoordelijk voor de Griekse bijdrage voor de editie van 1996.

## Selectieprocedure
Net zoals de voorgaande vier jaar werd de Griekse songfestivalkandidaat en het lied intern aangeduid door de Griekse omroep. Men koos dit keer voor de zangeres Mariana Efstratiou met het lied Emis forame to himona anixiatika.

## In Oslo
Griekenland moest in Noorwegen als 10de optreden, net na Zwitserland en voor Estland. Op het einde van de puntentelling hadden de Grieken 36 punten verzameld, wat ze op een 14de plaats bracht. België en Nederland hadden respectievelijk 0 en 1 punt over voor deze inzending.

### Gekregen punten

#### Finale
| 12 punten | 10 punten | 8 punten             | 7 punten              | 6 punten                    |
| --------- | --------- | -------------------- | --------------------- | --------------------------- |
|           | - Cyprus  | - Slowakije          | - Verenigd Koninkrijk |                             |
| 5 punten  | 4 punten  | 3 punten             | 2 punten              | 1 punt                      |
|           |           | - Noorwegen - Zweden | - Zwitserland         | - Malta - Nederland - Polen |

### Punten gegeven door Griekenland

#### Finale
Punten gegeven in de finale:
| 12 punten | Cyprus     |
| 10 punten | Ierland    |
| 8 punten  | Malta      |
| 7 punten  | Polen      |
| 6 punten  | Spanje     |
| 5 punten  | Portugal   |
| 4 punten  | Slowakije  |
| 3 punten  | IJsland    |
| 2 punten  | Oostenrijk |
| 1 punt    | Kroatië    |

1974 · 1975 · 1976 · 1977 · 1978 · 1979 · 1980 · 1981 · 1982 · 1983 · 1984 · 1985 · 1986 · 1987 · 1988 · 1989 · 1990 · 1991 · 1992 · 1993 · 1994 · 1995 · 1996 · 1997 · 1998 · 1999-2000 · 2001 · 2002 · 2003 · 2004 · 2005 · 2006 · 2007 · 2008 · 2009 · 2010 · 2011 · 2012 · 2013 · 2014 · 2015 · 2016 · 2017 · 2018 · 2019 · 2020 · 2021 · 2022 · 2023 · 2024 · 2025